# Наттерер, Август
А́вгуст На́ттерер (нем. August Natterer; 3 августа 1868, Шорнройте, близ Равенсбурга — 7 октября 1933, под Ротвайлем) — немецкий художник-аутсайдер, душевнобольной.
Сын служащего, младший из девяти детей. Учился на инженера, работал электриком, был женат, много путешествовал (Швейцария, Франция, США). В 1907 году пережил видение Страшного Суда, пытался покончить с собой. Был помещён в одну из психиатрических клиник, в больницах и провёл оставшиеся 26 лет жизни. Считал себя незаконнорождённым сыном Наполеона, искупителем грехов мира. В больницах начал рисовать, пытаясь воссоздать являвшиеся ему видения, которым придавал пророческий смысл (так, рисунок «Мировая ось с кроликом» был, по его словам, предсказанием Первой мировой войны).
Творчество Наттерера было открыто Хансом Принцхорном, который описал его случай под псевдонимом Нетер в книге «Художественное творчество душевнобольных» (1920).

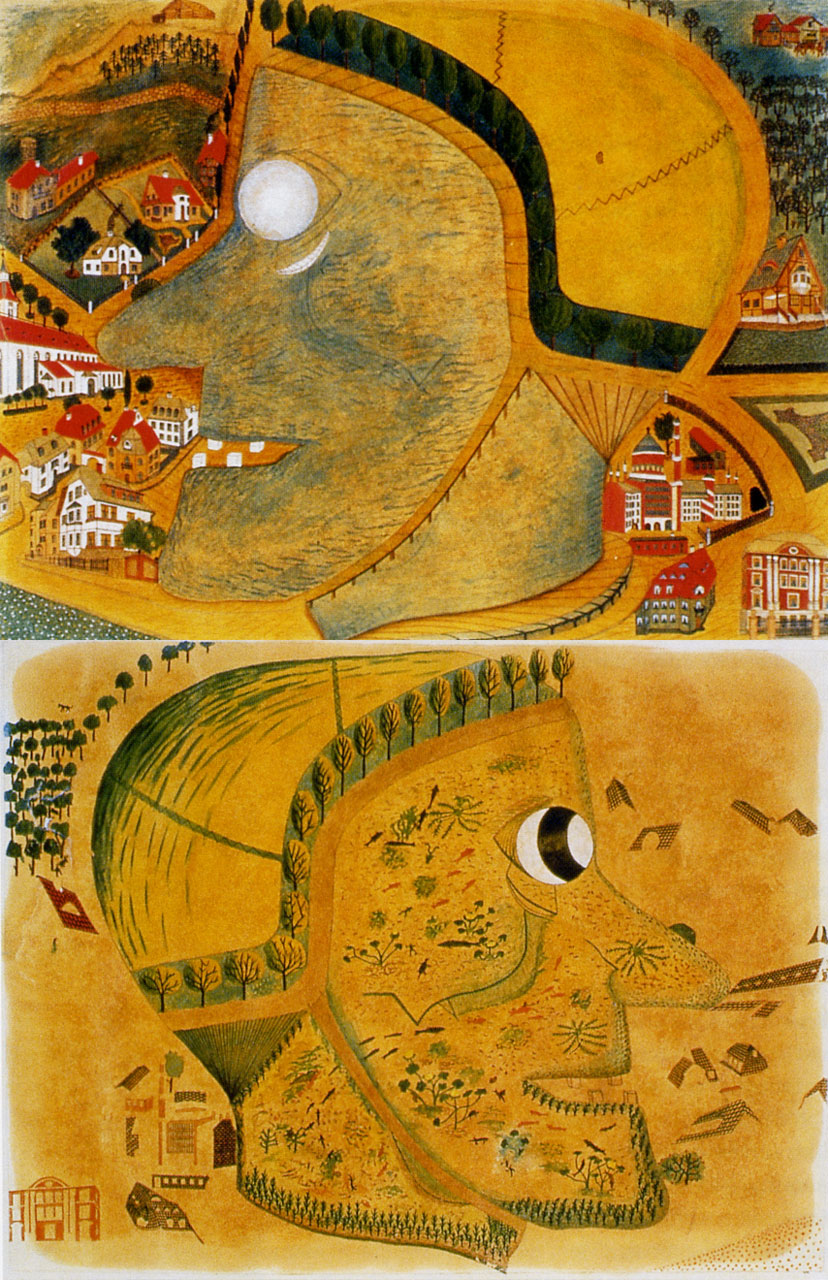
«Голова ведьмы», около 1915
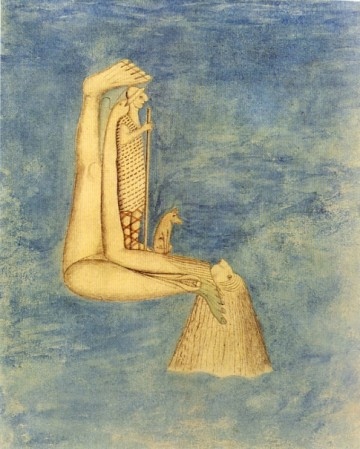
«Чудесный пастух», 1919
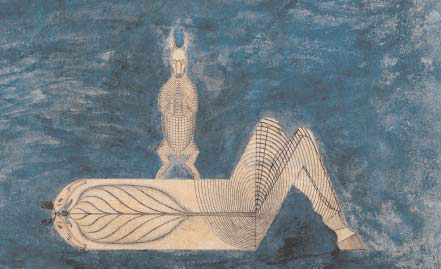
«Мировая ось с кроликом», между 1911 и 1917